# Central hidroeléctrica Agoyán
La Central Agoyán fue concebida para aprovechar el caudal del río Pastaza, está localizada en la provincia de Tungurahua a 180 km al sureste de la capital Quito y a 5 km al este de la ciudad de Baños, en el sector denominado Agoyán de la parroquia Ulba, en la vía principal de entrada al sector amazónico ecuatoriano.
A partir de la privatización de las generadoras de energía eléctrica que comenzó en 1996, el gobierno de Sixto Durán Ballén, la represa paso a manos de la compañía Hidroagoyán SA y luego volvió a manos del estado durante el gobierno de Rafael Correa cuando Hidroagoyán pasó a formar parte de la Corporación Eléctrica del Ecuador (CELEC).